# Distretto di Jinyuan
Il distretto di Jinyuan (晋源区S, Jìnyuán QūP) è un distretto della Cina, situato nella provincia dello Shanxi e amministrato dalla prefettura di Taiyuan.